# Bảng tổng sắp huy chương Thế vận hội Mùa hè 1988
Dưới đây là toàn bộ Bảng tổng sắp huy chương Thế vận hội Mùa hè 1988 diễn ra tại Seoul, Hàn Quốc. Thứ hạng của bảng tổng sắp đầu tiên dựa vào số huy chương Vàng mỗi quốc gia giành được, sau đó đến số huy chương Bạc và cuối cùng là huy chương Đồng. Nếu số huy chương mỗi loại của nhiều quốc gia như nhau, các quốc gia đó sẽ có cùng thứ hạng và xếp danh sách theo thứ tự bảng chữ cái. 52 quốc gia đã giành ít nhất 1 huy chương, và 108 quốc gia không có huy chương nào. Liên Xô hoàn toàn thống trị bảng tổng sắp với 55 huy chương Vàng và tổng cộng 132 huy chương. Sau thế vận hội này, không quốc gia nào đạt tới thành tích như Liên bang Xô viết. Cho đến nay, 48 huy chương Vàng của Trung Quốc năm 2008 và 121 huy chương của Hoa Kỳ năm 2016 là thành tích gần nhất so với thành tích của Liên Xô năm 1988.
| Hạng                | NOC                      | Vàng | Bạc | Đồng | Tổng số |
| ------------------- | ------------------------ | ---- | --- | ---- | ------- |
| 1                   | Liên Xô                  | 55   | 31  | 46   | 132     |
| 2                   | Đông Đức                 | 37   | 35  | 30   | 102     |
| 3                   | Hoa Kỳ                   | 36   | 31  | 27   | 94      |
| 4                   | Hàn Quốc                 | 12   | 10  | 11   | 33      |
| 5                   | Tây Đức                  | 11   | 14  | 15   | 40      |
| 6                   | Hungary                  | 11   | 6   | 6    | 23      |
| 7                   | Bulgaria                 | 10   | 12  | 13   | 35      |
| 8                   | România                  | 7    | 11  | 6    | 24      |
| 9                   | Pháp                     | 6    | 4   | 6    | 16      |
| 10                  | Ý                        | 6    | 4   | 4    | 14      |
| 11                  | Trung Quốc               | 5    | 11  | 12   | 28      |
| 12                  | Anh Quốc                 | 5    | 10  | 9    | 24      |
| 13                  | Kenya                    | 5    | 2   | 2    | 9       |
| 14                  | Nhật Bản                 | 4    | 3   | 7    | 14      |
| 15                  | Úc                       | 3    | 6   | 5    | 14      |
| 16                  | Nam Tư                   | 3    | 4   | 5    | 12      |
| 17                  | Tiệp Khắc                | 3    | 3   | 2    | 8       |
| 18                  | New Zealand              | 3    | 2   | 8    | 13      |
| 19                  | Canada                   | 3    | 2   | 5    | 10      |
| 20                  | Ba Lan                   | 2    | 5   | 9    | 16      |
| 21                  | Na Uy                    | 2    | 3   | 0    | 5       |
| 22                  | Hà Lan                   | 2    | 2   | 5    | 9       |
| 23                  | Đan Mạch                 | 2    | 1   | 1    | 4       |
| 24                  | Brasil                   | 1    | 2   | 3    | 6       |
| 25                  | Phần Lan                 | 1    | 1   | 2    | 4       |
| 25                  | Tây Ban Nha              | 1    | 1   | 2    | 4       |
| 27                  | Thổ Nhĩ Kỳ               | 1    | 1   | 0    | 2       |
| 28                  | Maroc                    | 1    | 0   | 2    | 3       |
| 29                  | Suriname                 | 1    | 0   | 0    | 1       |
| 29                  | Áo                       | 1    | 0   | 0    | 1       |
| 29                  | Bồ Đào Nha               | 1    | 0   | 0    | 1       |
| 32                  | Thụy Điển                | 0    | 4   | 7    | 11      |
| 33                  | Thụy Sĩ                  | 0    | 2   | 2    | 4       |
| 34                  | Jamaica                  | 0    | 2   | 0    | 2       |
| 35                  | Argentina                | 0    | 1   | 1    | 2       |
| 36                  | Costa Rica               | 0    | 1   | 0    | 1       |
| 36                  | Quần đảo Virgin thuộc Mỹ | 0    | 1   | 0    | 1       |
| 36                  | Antille thuộc Hà Lan     | 0    | 1   | 0    | 1       |
| 36                  | Indonesia                | 0    | 1   | 0    | 1       |
| 36                  | Sénégal                  | 0    | 1   | 0    | 1       |
| 36                  | Iran                     | 0    | 1   | 0    | 1       |
| 36                  | Chile                    | 0    | 1   | 0    | 1       |
| 36                  | Perú                     | 0    | 1   | 0    | 1       |
| 44                  | México                   | 0    | 0   | 2    | 2       |
| 44                  | Bỉ                       | 0    | 0   | 2    | 2       |
| 46                  | Djibouti                 | 0    | 0   | 1    | 1       |
| 46                  | Hy Lạp                   | 0    | 0   | 1    | 1       |
| 46                  | Colombia                 | 0    | 0   | 1    | 1       |
| 46                  | Philippines              | 0    | 0   | 1    | 1       |
| 46                  | Pakistan                 | 0    | 0   | 1    | 1       |
| 46                  | Thái Lan                 | 0    | 0   | 1    | 1       |
| 46                  | Mông Cổ                  | 0    | 0   | 1    | 1       |
| Tổng số (52 đơn vị) | Tổng số (52 đơn vị)      | 241  | 234 | 264  | 739     |